# 제복

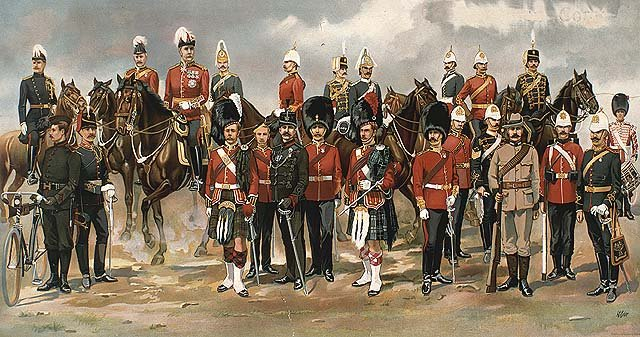

제복(制服) 또는 유니폼(영어: uniform)은 일정한 기준에 의해 정해진 동일한 양식의 복장으로, 집단이나 조직에 소속된 인원이 조직 활동에 참여할 때 입는 의복이다. 현대의 제복은 군대, 경찰이나 회사, 학교, 감옥과 같은 단체 활동을 하는 기관에서 주로 착용한다. 제복은 다른 복장과 달리 목적에 따라 형태나 색상, 장식, 기능을 구비하고 통일하는 것이 특징으로, 착용자에게 소속감과 일체감을 부여하는 동화의 기능, 외부인과 차별되는 구별의 기능을 한다. 경찰과 같은 일부 국가 단체에서는 소속된 자가 아닌 일반인이 제복을 입는 것을 불법으로 간주한다.

## 교복

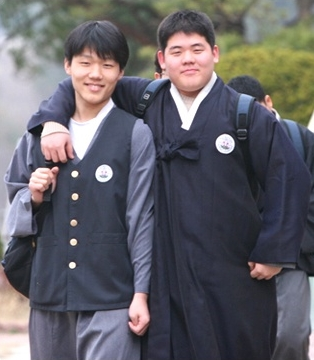
대한민국 민족사관고등학교 교복

나폴레옹 1세가 유사시 학생들을 군인으로 활용하기 위해 교복을 제정하고 군사 훈련을 시켰던 것을 교복의 시초로 보기도 하고, 19세기초 이튼 학교에서 입었던 교복을 최초로 보기도 한다.
대한민국의 경우, 교복(또는 학생복)은 대부분 중학교 및 고등학교에서 착용하지만, 일부 사립 초등학교 학생들도 교복을 착용하기도 한다. 1983년 교복 자율화 조치 이후 몇 년간은 중고등학교 학생들도 사복을 착용하였다. 교복 자율화 조치 이전까지는 대학생도 교복을 착용하였으며, 교복 이외에도 교모(校帽)를 썼다.
한국뿐만 아니라 일본, 중화인민공화국, 중화민국, 베트남, 타이, 영국, 중남미 제국(諸國) 등 많은 다른 국가의 학생(특히 중고등학교)들도 교복을 착용한다. 타이 같은 나라에서는 대학생들도 교복을 착용하며, 미국에서는 사립학교에서 교복을 착용한다. 오스트레일리아의 공립학교에서는 초등학생부터 교복을 착용한다.
교복 착용에 대해서는 찬반 주장이 엇갈리고 있는데, 반대측에서는 학생들의 개성 말살을, 찬성측에서는 학생들의 옷에 대한 과소비, 사치를 그 주된 근거로 들고 있다.

## 군복
군복(軍服)은 군대의 구성원(군인)이 착용하는 옷이다. 군복은 이전부터 있어 왔으나, 오늘날 말하는 군복의 개념은 특히 유럽에서 근대적 군대가 정비된 17세기 이후부터 정립된 것이다. 군복은 시대에 따라 모양이 다르고, 육군, 해군, 공군, 해병대의 군복의 모양이 또 다르다. 군복의 종류에는 전투복, 예복(禮服), 정복(正服) 등이 있다.
한국의 경우, 조선시대에는 구군복(具軍服)을 군복으로서 착용했으며, 대한제국 시대에 들어서 서양의 영향을 받은 근대적 군복을 착용하기 시작했다. 오늘날 대한민국 국군의 군복은 미합중국의 군복에 많은 영향을 받았다.

## 경찰복
학생, 군인 이외에 제복을 입는 또다른 집단으로는 경찰관이 있다.

## 승무원복
승무원복(乘務員腹)은 승무원들이 기차, 선박, 항공기 등 교통 기관에서 근무할 때 착용하는 제복이다. 교통회사마다 디자인은 다르다.

## 죄수복
감옥 같은 곳에서 죄를 지은 사람들이 의무적으로 입는 옷이다. 주로 흰색 바탕에 회색 또는 검은색 줄무늬가 그려져 있는 것이 일반적이다.

## 제복 및 그와 유사한 옷을 착용하는 직종 및 기타
- 군인
- 경찰관
- 소방관
- 법관 (판사, 검사 등)
- 해기사 (항해사, 기관사, 선장, 기관장)
- 세관원
- 철도 공안원
- 기관사
- 조종사
- 의료 종사자 (의사, 간호사, 약사 등)
- 특정 대학생 (사관학교, 경찰대, 해양대 등)
- 학생 (특히 중고교생)
- 보이스카우트 및 걸스카우트
- 구세군

## 같이 보기
- 계급장
- 이름표
- 인민복(영어판)
- 코스프레
- 제모(制帽)
- 학생모(學生帽)
- 페티시즘